# Neorhodesiella brevidorsalis
Neorhodesiella brevidorsalis är en tvåvingeart som beskrevs av Cherian 2002. Neorhodesiella brevidorsalis ingår i släktet Neorhodesiella och familjen fritflugor. Inga underarter finns listade i Catalogue of Life.